# Cronologia da história do Japão
Esta é a cronologia da História do Japão.
- 11 de fevereiro de 660 a.C.: O Japão é fundado por Jimmu. Jimmu torna-se o primeiro imperador do país.
- 27 a 28 de agosto de 663 d.C.: Batalha de Baekgang.
- 14 de setembro de 1180: Batalha de Ishibashiyama.
- 25 de janeiro de 1573: Batalha de Mikatagahara.
- 13 de julho de 1576: Primeira Batalha de Kizugawaguchi.
- 2 de março de 1567: Maior parte da cidade japonesa de Edo (atualmente Tóquio) é destruída pelo Grande Incêndio de Meireki.
- 15 de setembro de 1600: Batalha de Sekigahara.
- 16 de dezembro de 1707: Ocorre a última erupção registada do Monte Fuji.
- 19 de fevereiro de 1709: Tokugawa Tsunayoshi morre e é sucedido pelo sobrinho Tokugawa Ienobu como xógum.
- 12 de novembro de 1712: Ienobu morre e é sucedido pelo filho de cinco anos, Tokugawa Ietsugu.
- 31 de março de 1854: O Tratado de Kanagawa é assinado entre o Comandante Matthew Perry da marinha estadunidense e o Império do Japão.
- 21 de março de 1857: Um terremoto em Tóquio deixa 107 000 mortos.
- 29 de julho de 1858: O primeiro tratado comercial entre os Estados Unidos da América e o Japão é assinado.
- 16 de julho de 1863: Início do Primeiro Bombardeio e Batalha Naval de Shimonoseki.
- 14 de agosto de 1863: Fim do Primeiro Bombardeio de Shimonoseki.
- 15 a 17 de agosto de 1863: Bombardeio de Kagoshima: A Marinha Real Britânica bombardeia a cidade de Kagoshima.
- 5 a 6 de setembro de 1864: Segundo Bombardeio de Shimonoseki.
- 3 de março de 1867: Príncipe Mutsuhito, 14 anos, torna-se Imperador da Era Meiji (1867-1912).
- Janeiro de 1868: Início da Guerra Boshin.
- 3 de janeiro de 1868: Início da Restauração Meiji.
- Maio de 1869: Fim da Guerra Boshin.
- 27 de junho de 1871: O iene é adotado pelo Ato da Nova Moeda.
- 9 de novembro de 1872: O Calendário Gregoriano é adotado.
- 9 de fevereiro de 1885: O primeiro japonês chega a Havaí.
- 22 de dezembro de 1885: Ito Hirobumi assume o primeiro-ministro do Japão até 30 de abril de 1888.
- 11 de fevereiro de 1889: A Constituição Meiji, também conhecida como a Constituição do Império do Japão, é promulgada.
- 1 de janeiro de 1893: O Calendário Gregoriano é adotado no país.
- 1 de agosto de 1894: Início da Primeira Guerra Sino-Japonesa.
- 17 de abril de 1895: Fim da Guerra Sino-Japonesa. O Tratado de Shimonoseki é assinado entre a China e o Japão.
- 15 de junho de 1896: Um terremoto e um tsunami em Sanriku matam 27 000 pessoas.
- 2 de novembro de 1899: Início do Levante dos Boxers.
- 7 de setembro de 1901: Fim do Levante dos Boxers.
- 8 de fevereiro de 1904: O Japão ataca a base naval russa de Port Arthur. Início da Guerra Russo-Japonesa.
- 9 de fevereiro de 1904: O Japão declara guerra à Rússia.
- 7 de março de 1904: Os japoneses bombardeiam a cidade russa de Vladivostok.
- 5 de setembro de 1905: O Tratado de Portsmouth é assinado pelo Japão e a Rússia. Fim da Guerra Russo-Japonesa.
- 18 de junho de 1908: O navio Kasato Maru com 781 primeiros imigrantes japoneses chega ao Porto de Santos, Brasil.
- 22 de agosto de 1910: O Japão anexa a Coreia.
- 30 de julho de 1912: Morre o Imperador Meiji.
- 23 de agosto de 1914: O Japão declara guerra à Alemanha.
- 4 de novembro de 1921: Hara Takashi, primeiro-ministro japonês, é assassinado em Tóquio.
- 25 de novembro de 1921: Hirohito torna-se o príncipe regente do Japão.
- 5 de julho de 1922: O Partido Comunista Japonês é fundado.
- 1 de setembro de 1923: Ocorre o Grande Terremoto de Kanto.
- 27 de dezembro de 1923: Tentativa de assassinato do príncipe regente Hirohito do Japão.
- 26 de dezembro de 1926: Morre o imperador Taisho. O príncipe regente Hirohito torna-se o imperador do Japão.
- 25 de novembro de 1930: Um terremoto mata 187 pessoas em Shizouka.
- 18 de fevereiro de 1932: Os japoneses proclamam a independência da Manchúria.
- 15 de maio de 1932: O primeiro-ministro Inukai Tsuyoshi é assassinado.
- 27 de março de 1933: O Japão deixa a Liga das Nações.
- 26 de fevereiro de 1936: Ocorre o Golpe Militar no país.
- 25 de novembro de 1936: O Japão assina o pacto com a Alemanha.
- 3 de dezembro de 1936: Os japoneses ocupam Tsingtao.
- 7 de julho de 1937: Início da Segunda Guerra Sino-Japonesa e da Guerra do Pacífico. Ocorre o Incidente da Ponte Marco Polo.
- 14 de agosto de 1937: A China declara guerra ao Japão.
- 13 de dezembro de 1937: Tropas japonesas ocupam Nanquim, iniciando o Massacre de Nanquim.
- 11 de junho a 27 de outubro de 1938: Batalha de Wuhan.
- 17 de junho de 1938: O Japão declara guerra à China.
- 29 de julho de 1938: Início da Batalha do Lago Khasan (Guerras soviético-japonesas).
- 11 de agosto de 1938: Fim da Batalha do Lago Khasan (Guerras soviético-japonesas).
- 11 de maio de 1939: Início da Batalha de Khalkhyn Gol (Guerras soviético-japonesas).
- 16 de setembro de 1939: Fim da Batalha da Khalkhyn Gol (Guerras soviético-japonesas).
- 27 de setembro de 1940: A Alemanha Nazi, a Itália e o Japão assinam um Pacto Tripartite.
- 13 de abril de 1941: A União Soviética e o Império do Japão assinam um pacto de não-agressão.
- 7 de dezembro de 1941: Os aviões japoneses atacam a base americana de Pearl Harbor, em Havaí, nos Estados Unidos. O primeiro submarino japonês é afundado pelo navio estadunidense USS Ward. O Japão declara guerra aos Estados Unidos e à Grã-Bretanha.
- 8 de dezembro de 1941: Os Estados Unidos e a Grã-Bretanha declaram guerra ao Japão. Tropas japonesas ocupam Hong Kong.
- 9 de dezembro de 1941: A China declara guerra ao Japão.
- 11 de janeiro de 1942: O Japão declara guerra aos Países Baixos.
- 5 de junho de 1942: Batalha de Midway.
- 12 a 13 de julho de 1943: Batalha de Kolombangara.
- 19 a 20 de junho de 1944: Batalha do Mar das Filipinas.
- 19 de fevereiro a 26 de março de 1945: Batalha de Iwo Jima.
- 12 de março de 1945: Ocorre o primeiro bombardeio de Nagoya.
- 13 de março de 1945: Ocorre o primeiro bombardeio de Osaka.
- 31 de março de 1945: O Banco Fukuoka é fundado.
- 6 de agosto de 1945: Bomba atômica é lançada pelos EUA na cidade de Hiroshima, matando 80 000 pessoas.
- 8 de agosto de 1945: A União Soviética declara guerra ao Japão.
- 9 de agosto de 1945: Bomba atômica é lançada pelos EUA na cidade de Nagasaki, matando 73 884 e ferindo 74 909 pessoas. Início da Invasão Soviética de Manchúria (Guerras soviético-japonesas).
- 14 de agosto de 1945: Imperador Hirohito aceita o termo da Declaração de Potsdam.
- 15 de agosto de 1945: O Japão se rende aos Aliados, conhecido como Dia V-J.
- 20 de agosto de 1945: Fim da Invasão Soviética de Manchúria (Guerras soviético-japonesas).
- 2 de setembro de 1945: O Japão se rende incondicional a bordo do encouraçado estadunidense USS Missouri.
- 9 de setembro de 1945: Fim da Segunda Guerra Sino-Japonesa e da Guerra do Pacífico.
- 3 de novembro de 1946: A Constituição do Japão é promulgada.
- 21 de dezembro de 1946: Um terremoto mata 1.086 pessoas no sul do país.
- 8 de setembro de 1951: O tratado de São Francisco é assinado entre as força aliadas e o Japão.
- 1 de outubro de 1951: Ocorrem as eleições gerais.
- 28 de abril de 1952: Entra em vigor o Tratado de São Francisco.
- 6 de agosto de 1955: A Primeira Conferência Mundial contra as Bombas Atômica e de Hidrogênio é aberta em Hiroshima.
- 19 de junho de 1960: Entra em vigor o tratado de paz.
- 12 de novembro de 1960: Ocorrem as eleições gerais.
- 22 de junho de 1965: Um tratado com relações entre a Coreia do Sul e o Japão é assinado.
- 12 de agosto de 1978: A China e o Japão assinam o tratado de paz.
- 7 de janeiro de 1989: Imperador Hirohito morre. Príncipe Akihito torna-se o imperador.
- 8 de janeiro de 1989: Início da Era Heisei.
- 18 de fevereiro de 1990: Ocorre a eleição geral.
- 23 de outubro de 1992: Imperador Akihito visita a China pela primeira vez na história da monarca japonesa.
- 18 de julho de 1993: Ocorre a eleição geral.
- 17 de janeiro de 1995: Um terremoto em Kobe mata 6.434 pessoas.
- 20 de outubro de 1996: Ocorre a eleição geral.
- 25 de junho de 2000: Ocorre a eleição geral.
- 9 de novembro de 2003: Ocorre a eleição geral.
- 11 de julho de 2004: Ocorre a eleição geral.
- 11 de setembro de 2005: Ocorre a eleição geral.
- 29 de julho de 2007: Ocorre a eleição geral na Câmara dos Conselheiros do país.
- 11 de março de 2011:Sismo e tsunami de Tohoku de 2011.O terremoto (magnitude 8,9) atinge o Japão causando um maremoto e o acidente nuclear de Fukushima, afetou também o campo gravitacional da Terra. Mais de 25,5 mil mortos.